# Lauteracher Ried
Lauteracher Ried este o arie protejată (arie de protecție specială avifaunistică — SPA) din Austria întinsă pe o suprafață de 579,21 ha, integral pe uscat.

## Localizare
Centrul sitului Lauteracher Ried este situat la coordonatele 47°27′51″N 9°42′06″E / 47.4642°N 9.7017°E.

## Înființare
Situl Lauteracher Ried a fost declarat arie de protecție specială avifaunistică în mai 1997 pentru a proteja 42 de specii de animale.

## Biodiversitate
Situată în ecoregiunea alpină, aria protejată nu include niciun habitat protejat.
La baza desemnării sitului se află mai multe specii protejate:
- păsări (38): ciocârlie-de-câmp (Alauda arvensis), rață pitică (Anas crecca), fâsă-de-câmp (Anthus campestris), fâsă de pădure (Anthus trivialis), ciuf-de-pădure (Asio otus), barză albă (Ciconia ciconia), barză neagră (Ciconia nigra), erete vânăt (Circus cyaneus), prepeliță (Coturnix coturnix), cristeiul de câmp (Crex crex), lăstun de casă (Delichon urbica), egretă albă (Egretta alba), șoim călător (Falco peregrinus), șoimul rândunelelor (Falco subbuteo), vânturel roșu (Falco tinnunculus), vânturel de seară (Falco vespertinus), muscar negru (Ficedula hypoleuca), becațină comună (Gallinago gallinago), rândunică (Hirundo rustica), sfrâncioc roșiatic (Lanius collurio), sfrâncioc mare (Lanius excubitor), Locustella naevia, becațină mică (Lymnocryptes minimus), gaia neagră (Milvus migrans), gaia roșie (Milvus milvus), codobatura galbenă (Motacilla flava), culic mare (Numenius arquata), Numenius phaeopus, pietrar sur (Oenanthe oenanthe), grangur (Oriolus oriolus), bătăuș (Philomachus pugnax), codroșul de pădure (Phoenicurus phoenicurus), mărăcinar (Saxicola rubetra), mărăcinar negru (Saxicola torquatus), silvie de câmp (Sylvia communis), fluierarul de zăvoi (Tringa ochropus), strigă (Tyto alba), nagâț (Vanellus vanellus)
- mamifere (1): castor (Castor fiber)
- nevertebrate (3): fluturele auriu (Euphydryas aurinia), Phengaris nausithous, Phengaris teleius

Pe lângă speciile protejate, pe teritoriul sitului au mai fost identificate 6 specii de plante, 11 specii de păsări, 2 specii de amfibieni, 4 specii de mamifere, 1 specie de nevertebrate.